# Myrrödling
Myrrödling (Entoloma sphagneti) är en svampart som beskrevs av Naveau 1923. Myrrödling ingår i släktet Entoloma och familjen Entolomataceae.  Arten är reproducerande i Sverige. Inga underarter finns listade i Catalogue of Life.